# Bill Disney
Bill Disney (n. 3 aprilie 1932, Topeka, Kansas, SUA – d. 22 aprilie 2009, Lake Havasu City⁠(d), Arizona, SUA) a fost un patinator de viteză ce a reprezentat Statele Unite ale Americii, medaliat olimpic. A participat la 2 ediții ale Jocurilor Olimpice (1960, 1964) în care a câștigat o medalie de aur.